# Noserius ignavus
Noserius ignavus är en skalbaggsart som beskrevs av Francis Polkinghorne Pascoe 1869. Noserius ignavus ingår i släktet Noserius och familjen långhorningar. Inga underarter finns listade i Catalogue of Life.